# AlbaLink
株式会社AlbaLink（アルバリンク、英文社名:AlbaLinkCo.,Ltd.）は、日本の不動産会社である。

## 概要
2011年に行田耕介によって設立され、同年に宅地建物取引業免許を取得し開業した。2019年に河田憲二と株式会社Leo Sophiaの創業者兼代表取締役である内木場隼によって買収され、現在の社名に変更する。
社名である「AlbaLink」は、夜明けや暁を意味する「Alba」と繋がりを意味する「Link」から成っている。

## 事業内容
訳あり物件の買取再販をメインとしており、事故物件、相続物件、再建築不可物件、空家など幅広く取り扱っている。訳アリ物件買取PRO、空き家買取隊といった相談所を設けている。その他に不動産管理業務、高級賃貸仲介、リフォーム業などを展開している。

## 沿革
- 2011年1月 - 行田耕介により株式会社ルームセレクトが設立[2]。六本木事務所にて不動産賃貸業を開始[8]。
- 2019年 - 買取再販業へと業態変更。資本金を900万円に増資。社名を現在の株式会社AlbaLinkに変更し、本店所在地を現在の江東区福住へ移転[2]。
- 2020年3月 - 約10億円の資金調達を実施[9]。
- 2021年1月 - 第三者割当増資にて資本金を2,400万円に増資[10]。
- 2023年11月 - TOKYO PRO Marketに上場

## メディア
- ホリプレゼンツ 求人任三郎がいく!（2020年12月11日、千葉テレビ）[11]（映像）